# Jan Železný
Jan Železný ([jan ˈʒɛlɛzniː] ⓘ; n. 16 iunie 1966, Mladá Boleslav, Republica Socialistă Cehă, Cehoslovacia) este un fost atlet ceh care a concurat la aruncarea suliței. Este campion mondial și olimpic precum și deținător al recordului mondial cu o aruncare măsurând 98,48 m. Considerat pe scară largă a fi cel mai mare aruncător de suliță al erei moderne, el are, de asemenea, a patra, a cincea și a șasea cea mai bună performanță din toate timpurile. A doborât recordul mondial de patru ori în total.
Železný s-a născut în Mladá Boleslav, Cehoslovacia. A câștigat medalia de argint la Jocurile Olimpice de vară din 1988 și medalia de aur la Jocurile Olimpice de vară din 1992, 1996 și 2000. A câștigat titluri de campion mondial în 1993, 1995 și 2001.
Železný deține recordul mondial de 98,48 metri, stabilit în 1996, și recordul Campionatelor Mondiale, 92,80 metri, stabilit în 2001.
Pe 26 martie 1997, la Stellenbosch, Africa de Sud, el a depășit bariera de 90 de metri de cinci ori într-o singură reuniune atletică.

## Palmares
| An   | Competiție                      | Locație                     | Loc | Note    |
| ---- | ------------------------------- | --------------------------- | --- | ------- |
| 1983 | Campionatul European de Juniori | Schwechat, Austria          | 6   | 71,26 m |
| 1985 | Campionatul European de Juniori | Cottbus, Germania de Est    | 4   | 75,10 m |
| 1986 | Campionatul European            | Stuttgart, Germania de Vest | 18  | 75,90 m |
| 1987 | Campionatul Mondial             | Roma, Italia                | 3   | 82,20 m |
| 1988 | Jocurile Olimpice               | Seul, Coreea de Sud         | 2   | 84,12 m |
| 1990 | Campionatul European            | Split, Iugoslavia           | 13  | 77,64 m |
| 1991 | Campionatul Mondial             | Tokio, Japonia              | 18  | 76,26 m |
| 1992 | Jocurile Olimpice               | Barcelona, Spania           | 1   | 89,66 m |
| 1993 | Campionatul Mondial             | Stuttgart, Germania         | 1   | 85,98 m |
| 1994 | Campionatul European            | Helsinki, Finlanda          | 3   | 82,58 m |
| 1995 | Campionatul Mondial             | Göteborg, Suedia            | 1   | 89,58 m |
| 1996 | Jocurile Olimpice               | Atlanta, Statele Unite      | 1   | 88,16 m |
| 1997 | Campionatul Mondial             | Atena, Grecia               | 9   | 82,04 m |
| 1999 | Campionatul Mondial             | Sevilla, Spania             | 3   | 87,67 m |
| 2000 | Jocurile Olimpice               | Sydney, Australia           | 1   | 90,17 m |
| 2001 | Campionatul Mondial             | Edmonton, Canada            | 1   | 92,80 m |
| 2002 | Campionatul European            | München, Germania           | 11  | FR      |
| 2003 | Campionatul Mondial             | Paris, Franța               | 4   | 84,09 m |
| 2004 | Jocurile Olimpice               | Atena, Grecia               | 9   | 80,59 m |
| 2006 | Campionatul European            | Göteborg, Suedia            | 3   | 85,92 m |

## Legături externe
Materiale media legate de Jan Železný la Wikimedia Commons
- en Jan Železný la World Athletics
- en Jan Železný la Olympedia.org